# Transit of Venus
Transit of Venus – czwarty album studyjny kanadyjskiej grupy rockowej Three Days Grace wydany w październiku 2012.

## Spis utworów
Opracowano na podstawie materiału źródłowego.
1. Sign Of The Times
2. Chalk Outline
3. The High Road
4. Operate
5. Anonymous
6. Misery Loves My Company
7. Give In To Me
8. Happiness
9. Give Me A Reason
10. Time That Remains
11. Expectations
12. Broken Glass
13. Unbreakable Heart